# Attrazione sessuale

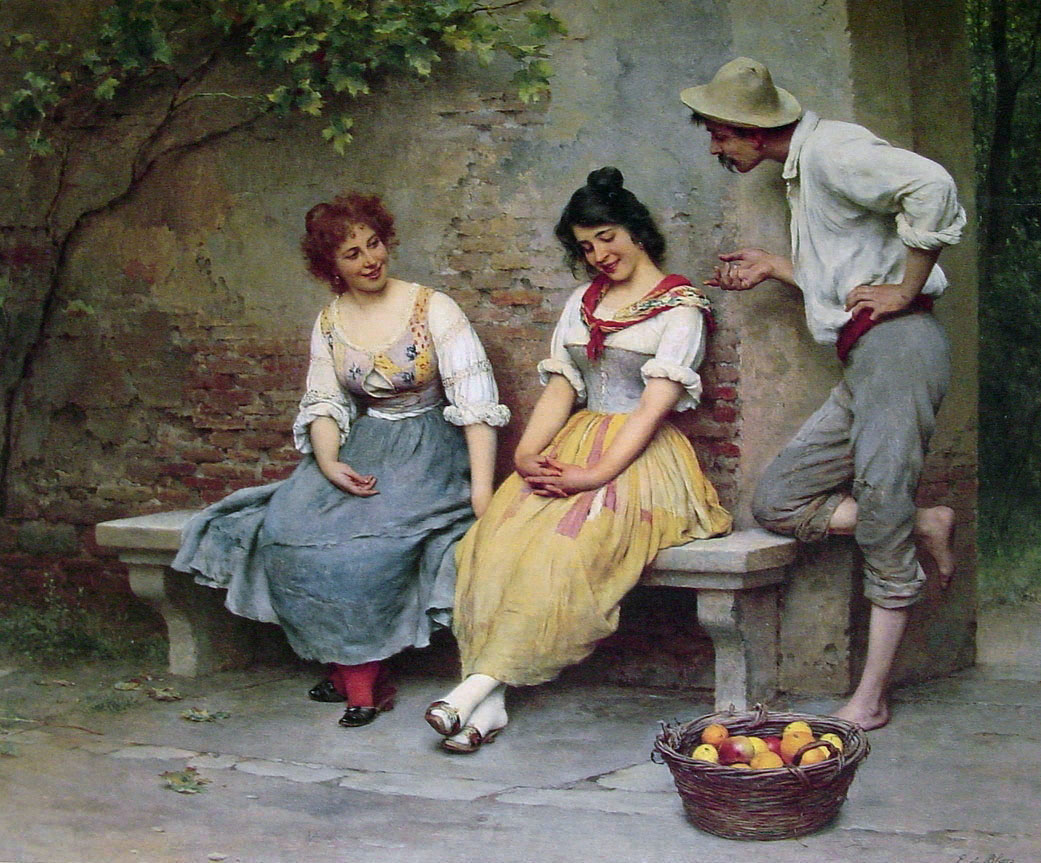
Eugenio de Blaas: Flirt

L'attrazione sessuale, definita spesso nel linguaggio comune passione, è una forma di desiderio sperimentato da un essere umano nei confronti di un altro, caratterizzato da un forte coinvolgimento fisico oltre che emotivo.
Il desiderio di appagamento che prova nella sua attrazione, spinge il soggetto verso il contatto fisico e il rapporto sessuale con l'altro soggetto.
L'attrazione sessuale può essere influenzata da fattori:
- biologici, come il livello di adrenalina ed eccitazione, i feromoni, gli ormoni e i neurotrasmettitori;
- psicologici, come umore, somiglianza, complementarità e stili di attaccamento;
- sociali, in particolare opinioni politiche, cultura ed età.

L'essere umano, a differenza delle altre specie animali, è caratterizzato da una particolare e complessa socialità che ha bisogno di armonizzare l'istintualità con la cultura.
Alcune norme a cui l'individuo viene educato si traducono in atteggiamenti e sentimenti acquisiti. Esempio: il senso del pudore, secondo alcuni, è strettamente sociale, culturale e non innato. Questo vale anche per le regole dettate alla sessualità (infibulazione, clitoridectomia, castità forzata ecc.), una volta oltrepassato il buon senso che delimitava la sua espressione (su tutto il tabù dell'incesto, istintivo e culturale insieme, il quale evita che il patrimonio genetico della specie s'impoverisca).
L'attrazione sessuale può, laddove essa diventi molto intensa ed esclusiva, spingere l'individuo a disinteressarsi transitoriamente e progressivamente di altre passioni (es. un hobby o uno sport) e a considerare il partner oggetto di desiderio in modo totalizzante, come l'intero ambito della sua esistenza. Questo comportamento ha in tal senso alcune caratteristiche comuni con il disturbo ossessivo, ma non può considerarsi tale in senso patologico almeno fino a che non generi una grave condizione di dipendenza e insoddisfazione da parte del soggetto.